# Wohn- und Wirtschaftsgebäude Holler Sandberg 2
Das Wohn- und Wirtschaftsgebäude Holler Sandberg 2 in Hude-Holle wurde Mitte des 19. Jahrhunderts gebaut.
Das Gebäude steht unter Denkmalschutz (siehe auch Liste der Baudenkmale in Hude (Oldenburg)).

## Geschichte
Das eingeschossige ehemalige Heuerhaus, zum Teil in Fachwerk als Zweiständer-Hallenhaus mit Steinausfachungen im  Wirtschaftsgiebel und erhaltenem Innengerüst, reetgedecktem Krüppelwalmdach und Niedersachsengiebel mit Uhlenloch sowie erhaltenem Raumgefüge, wurde 1852 (Inschrift) auf der Hofanlage gebaut. Fachwerkteile wurden später durch massive Rotsteinwände ersetzt.
  
Zur Hofanlage gehören weitere nicht denkmalgeschützte Nebengebäude auf dem großen Grundstück.
Das Niedersächsische Landesamt für Denkmalpflege befand: „... ehemalige Heuerhaus ... geschichtliche Bedeutung ... als beispielhaftes Hallenhaus ...“
Heuerhäuser werden die zu einem Bauernhof gehörenden Wohngebäude für die Landarbeiter genannt. Die Heuerleute waren oft spätergeborene Söhne des Bauern. Ihnen gehörte als Pacht auch ein Stück Land zur Eigenbewirtschaftung.